# Rabbit Hole (film)
Rabbit Hole is een Amerikaanse film van John Cameron Mitchell die werd uitgebracht in 2010.

## Samenvatting
Danny, het vierjarig zoontje van Becca en Howie, werd omvergereden door Jason, een jonge automobilist, toen hij zijn hond op straat achterna liep. Zijn ouders verwerken zijn dood elk op hun eigen manier. Becca wil alle sporen die haar herinneren aan haar zoon uitwissen. Zo wil ze zelfs hun huis verkopen. Dat is niet naar de zin van Howie die kost wat kost hun vroegere leven wil hervatten en een nieuw kind maken. Zijn toenaderingspogingen lopen echter op niets uit. Ook hun deelname aan een zelfhulpgroep voor ouders van verongelukte kinderen brengt geen soelaas. Wanhopig hunkerend naar vrede die ze noch bij haar man, noch bij haar familie vindt, zoekt Becca contact met Jason.

## Rolverdeling
- Nicole Kidman: Becca Corbett
- Aaron Eckhart: Howie Corbett
- Dianne Wiest: Nat, moeder van Rebecca
- Miles Teller: Jason, de jonge chauffeur
- Tammy Blanchard: Izzy, zuster van Rebecca
- Sandra Oh: Gabby
- Patricia Kalember: Peg
- Mike Doyle: Craig
- Jon Tenney: Rick
- Stephen Mailer: Kevin
- Giancarlo Esposito: Auggie
- Rob Campbell: Bob